# Ponte de Southwark
A Ponte de Southwark (em inglês: Southwark Bridge) é uma ponte em forma de arco que conecta o distrito de Southwark com a Cidade de Londres atravessando o rio Tâmisa. A ponte foi desenhada e projetada por Ernest George e Basil Mott e aberta ao trânsito em 1921. Atualmente, a ponte é mantida pela City of London Corporation.